# Pablo Chiapella
Pablo Chiapella Cámara (Albacete, 1 de diciembre de 1976), apodado Chape, es un actor y presentador español con raíces italianas. Es conocido principalmente por el papel de Amador Rivas en la serie de televisión La que se avecina.

## Biografía
Pablo Chiapella Cámara nació en Albacete (Castilla-La Mancha) el 1 de diciembre de 1976. En su adolescencia asistió a un centro educativo privado de la capital albaceteña. En 1998 se diplomó en Magisterio especialidad en Educación Física en la Facultad de Educación de Albacete de la Universidad de Castilla-La Mancha. Tras ello, decidió dedicar su vida al mundo artístico, lo que le llevó a diplomarse en Arte Dramático. Se introdujo en el mundo de la actuación gracias a Ernesto Sevilla, amigo suyo, que le propuso hacer una entrevista para Paramount Comedy. Tiene ascendencia italiana. Sus abuelos paternos eran turineses.
Desde el año 2000 Pablo Chiapella es actor del canal por cable Paramount Comedy. Así, se le ha podido ver en programas como La hora chanante, como presentador y actor de monólogos en los espacios de la Paramount, como el protagonista de “El capitán Sevilla y el Centurión Chape”. En 2004 amplió su radio televisivo a la participación en series como Lobos (Antena 3, 2004) y Hospital Central (Telecinco); la serie de TVE Al filo de la ley, donde interpretaba a un abogado y Fuera de control, también de TVE, en la que interpretaba al periodista “Retu”. También participó en la serie de Telecinco, El comisario, en el capítulo titulado Como perro acorralado.
En 2006 interpretó a Alfonso "Moncho" Heredia en la última temporada de Aquí no hay quien viva de Antena 3, y desde 2007 interpreta a Amador Rivas en la serie La que se avecina en Telecinco.
En su carrera artística, Chiapella ha participado en una decena de cortos como El arte de la seducción (2002) de Sandra Ruiz o 7º Izquierda (2003) de Carlos Sanz. En 2002 rodaría su primer largometraje, La vida mancha de Enrique Urbizu. También interpretó al Tenorio de El burlador de Sevilla, dirigido por José Luis Sáez, o colaboró en producciones de Jaroslaw Bielski como Nuestra cocina.
Pertenece al denominado "Cuarteto de Albacete", un grupo de humoristas formado por él mismo, Joaquín Reyes, Ernesto Sevilla y Raúl Cimas.
Trabajó durante un tiempo en el programa humorístico La hora chanante, emitido por Paramount Comedy. Ha desarrollado su carrera como monologuista al aparecer en programas de televisión como El club de la comedia. A lo largo de los años 2013 y 2014, Chiapella actuó en diversas ciudades de España, como Murcia, Orense, Vitoria, Salamanca o Barcelona, con su espectáculo "Sí, Soy el Señor" donde explota su faceta como monologuista.
En el 2014 actuó en la película Perdona si te llamo amor. Más adelante, en 2019, protagoniza por primera vez un largometraje, Viva la vida, interpretando a Juan. En 2018, se estrena como presentador al ponerse al frente del espacio El paisano, emitido por La 1 de TVE. En esa nueva faceta conduce el concurso El bribón desde noviembre de 2019 hasta febrero de 2020 en Cuatro. En 2021 estrenó una miniserie para FDF llamada Fuera de serie, en la que muestra, mediante actores, su vida y su familia.
En 2025 participa en la película El casoplón, dirigida por Joaquín Mazón y con el personaje de Carlos. 

## Filmografía
| Año  | Título                         | Personaje | Director                            |
| ---- | ------------------------------ | --------- | ----------------------------------- |
| 2003 | La vida mancha                 | Monitor   | Enrique Urbizu                      |
| 2013 | Otro verano                    | Cano      | Jorge Arenillas                     |
| 2014 | Perdona si te llamo amor       | Pedro     | Joaquín Llamas                      |
| 2019 | Viva la vida                   | Juan      | José Luis García Berlanga           |
| 2022 | Llenos de gracia               | Rafa      | Roberto Bueso                       |
| 2023 | De Perdidos a Río              | Pedro     | Joaquín Mazón                       |
| 2023 | La navidad en sus manos        | Rafita    | Joaquín Mazón                       |
| 2024 | El campeón                     | Tito      | Carlos Therón                       |
| 2024 | Hotel Bitcoin                  | Tano      | Manuel Sanabria y Carlos Villaverde |
| 2024 | Saint Catherine (Segmento 665) | Sacerdote |                                     |
| 2025 | El casoplón                    | Carlos    | Joaquín Mazón                       |

| Año           | Título                 | Cadena                  | Personaje                       | Episodios     |
| ------------- | ---------------------- | ----------------------- | ------------------------------- | ------------- |
| 2004          | Hospital Central       | Telecinco               | Hombre sala de espera           | 2 episodios   |
| 2005          | Lobos                  | Antena 3                | Policía                         | 1 episodio    |
| 2005          | Al filo de la ley      | La 1                    | Hugo Estrada                    | 4 episodios   |
| 2006          | Fuera de control       | La 1                    | Retu                            | 13 episodios  |
| 2006          | El comisario           | Telecinco               | Olmo                            | 1 episodio    |
| 2006          | Aquí no hay quien viva | Antena 3                | Alfonso "Moncho" Heredia García | 10 episodios  |
| 2007-presente | La que se avecina      | Telecinco / Prime Video | Amador Rivas Latorre            | 178 episodios |
| 2008          | Días sin luz           | Antena 3                | Cónsul                          | 1 episodio    |
| 2018          | Museo Coconut          | Neox                    | Josian                          | 1 episodio    |
| 2019          | Capitulo 0             | #0                      | Quin                            | 1 episodio    |
| 2021          | Fuera de serie         | FDF                     | Pablo                           | 6 episodios   |
| 2025          | Machos alfa            | Netflix                 | Cura                            | 3 episodios   |

| Año       | Título                          | Cadena           | Rol          |
| --------- | ------------------------------- | ---------------- | ------------ |
| 2002-2006 | La hora chanante                | Paramount Comedy | Colaborador  |
| 2007-2010 | Muchachada Nui                  | La 2             | Colaborador  |
| 2012-2013 | ¡Qué campanadas se avecinan!    | Telecinco        | Presentador  |
| 2013      | Hoy se nos avecina              | FDF              | Protagonista |
| 2018      | El paisano                      | La 1             | Presentador  |
| 2019-2020 | El bribón                       | Cuatro           | Presentador  |
| 2020      | Job interview: estás contratado | Cuatro           | Presentador  |
| 2023      | El mejor                        | Telemadrid       | Jurado       |
| 2023      | Ahora o nunca                   | La 1             | Colaborador  |
| 2025      | ¿Algo que declarar?             | La 1             | Presentador  |

#### Como invitado
| Año              | Título        | Cadena   | Rol         |
| ---------------- | ------------- | -------- | ----------- |
| 2015; 2020; 2022 | El hormiguero | Antena 3 | 4 programas |
| 2021             | La noche D    | La 1     | 1 programa  |
| 2025             | La revuelta   | La 1     | 1 programa  |

| Año | Título                  | Personaje | Director             | Género | Duración |
| --- | ----------------------- | --------- | -------------------- | ------ | -------- |
|     | El arte de la seducción |           | Sandra Ruiz          |        |          |
|     | 7º Izquierda            |           | Carlos Sanz          |        |          |
|     | La gran revelación      |           | Santiago De Lucas    |        |          |
|     | Pena                    |           | Ana Martínez         |        |          |
|     | Cerillas                |           | Raúl Fernández       |        |          |
|     | Lobisome                |           | Juan de Dios Garduño |        |          |

| Título                       | Director              |
| ---------------------------- | --------------------- |
| El burlador de Sevilla       | José Luis Sáez        |
| Nuestra cocina               | Jaroslaw Bielski      |
| El último templario de Jerez | Antonio Pedro Penco   |
| La puerta de al lado         | Sergio Peris-Mencheta |